# Fernando Bustamante Ponce
Fernando Xavier Bustamante Ponce (Nueva York, 25 de diciembre de 1950) es un político y académico ecuatoriano nacido en Estados Unidos.

## Biografía
Nació en Nueva York, Estados Unidos, el 25 de diciembre de 1950. Realizó sus estudios en la Pontificia Universidad Católica de Chile, donde obtuvo el título de doctor en sociología. Posteriormente realizó una maestría en Planificación Económica y Social en la Universidad de Harvard y estudió un diplomado en Planificación Regional y Urbana en el Instituto Latinoamericano de Planificación Económica y Social.
Fue profesor de la Facultad Latinoamericana de Ciencias Sociales y de la Universidad San Francisco de Quito, tiempo en el cual se destacó por sus textos a favor de las libertades individuales y en contra de la inferencia de militares en asuntos de la sociedad civil. Al inicio de su vida política fue cercano al movimiento Ruptura de los 25.
Un día después de que el presidente Rafael Correa asumiera el poder, el 16 de enero de 2007, pasó a ocupar el puesto de asesor en seguridad interna y política. Meses después fue nombrado ministro coordinador de Seguridad Interna y Externa. En noviembre de 2007 asumió temporalmente el puesto de ministro del Interior, luego de que el anterior ministro, Gustavo Larrea, renunciara al cargo en medio de críticas por la forma en que manejó una serie de enfrentamientos entre la policía y manifestantes de la provincia de Orellana. El 3 de enero de 2008, Bustamante pasó a ocupar oficialmente el cargo de ministro del Interior, mientras Larrea pasó al ministerio anteriormente ocupado por Bustamante.
Durante su tiempo como ministro recibió críticas de varios sectores por supuesto exceso en el uso de la fuerza para controlar manifestaciones. El entonces asambleísta Galo Lara pidió en junio de 2008 la destitución del ministro por lo que calificó como "brutal, alevosa y prepotente agresión" por parte de la policía.
En febrero de 2009, Bustamante renunció a su cargo para presentarse como candidato a asambleísta por el movimiento Alianza PAIS en las elecciones legislativas de ese año, donde obtuvo un escaño. Para las elecciones legislativas de 2013 fue reelecto al cargo de asambleísta, en representación del distrito 1 de la provincia de Pichincha.

### Salida de Alianza PAIS
El 4 de diciembre de 2015, Bustamante se convirtió en el único asambleísta de Alianza PAIS en abstenerse de votar a favor de un paquete de enmiendas constitucionales promovidas por su partido. Bustamante aseveró que lo hizo por tener reparos con las enmiendas que trataban sobre la participación de las Fuerzas Armadas en la seguridad interna, la reelección presidencial indefinida, la comunicación como servicio público y la reducción de las atribuciones a los gobiernos locales. La Comisión de Ética de Alianza PAIS resolvió suspender a Bustamante por seis meses como militante del movimiento.
A finales de enero de 2016 Bustamante renunció a la presidencia de la comisión de Relaciones Internacionales de la Asamblea a pedido de sus compañeros de bancada. El 28 de enero anunció su desafilación del movimiento Alianza PAIS, al mismo tiempo que aseveró haber sido víctima de hostigamiento y que el movimiento oficialista había perdido la capacidad de procesar las discrepancias. El presidente Rafael Correa se pronunció días después sobre la desafiliación de Bustamante y aseguró que el problema del asambleísta era "pura vanidad" y que debía haberse alineado a la decisión del movimiento respecto a las enmiendas.